# Municipio de Hay Creek (Minnesota)
El municipio de Hay Creek (en inglés: Hay Creek Township) es un municipio ubicado en el condado de Goodhue en el estado estadounidense de Minnesota. En el año 2010 tenía una población de 882 habitantes y una densidad poblacional de 9,89 personas por km².

## Geografía
El municipio de Hay Creek se encuentra ubicado en las coordenadas 44°30′00″N 92°29′58″O / 44.50000, -92.49944. Según la Oficina del Censo de los Estados Unidos, el municipio tiene una superficie total de 89.19 km², de la cual 89,07 km² corresponden a tierra firme y (0,13 %) 0,12 km² es agua.

## Demografía
Según el censo de 2010, había 882 personas residiendo en el municipio de Hay Creek. La densidad de población era de 9,89 hab./km². De los 882 habitantes, el municipio de Hay Creek estaba compuesto por el 96,6 % blancos, el 1,36 % eran amerindios, el 0,79 % eran asiáticos, el 0,79 % eran de otras razas y el 0,45 % eran de una mezcla de razas. Del total de la población el 0,34 % eran hispanos o latinos de cualquier raza.